# 微距攝影
微距攝影是區別於常規攝影的一種特殊的攝影方法，微距攝影是在近距離拍攝有關物體，並可以得到比原實物大的影像，放大倍率是1以上。常見的方式有:
1. 使用微距鏡頭
2. 使用倒接方式
3. 使用對接方式
4. 使用接寫環
5. 使用风箱（蛇腹）

拍攝的目標物例子:
- 昆蟲
- 花卉
- 手表、電子零件

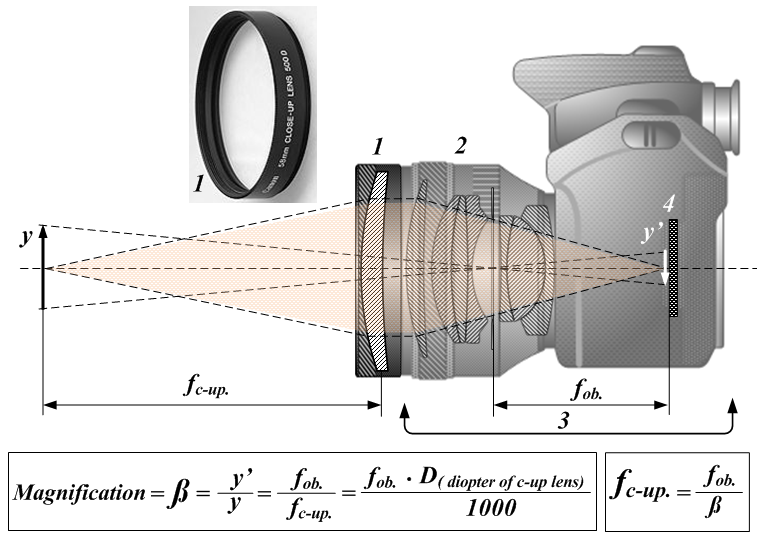
Optical scheme of close-up macrophotography.
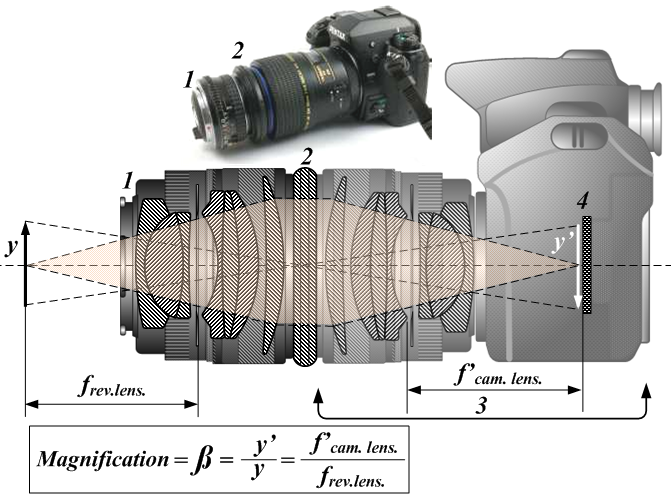
Reversed lens macrophotography optical scheme.
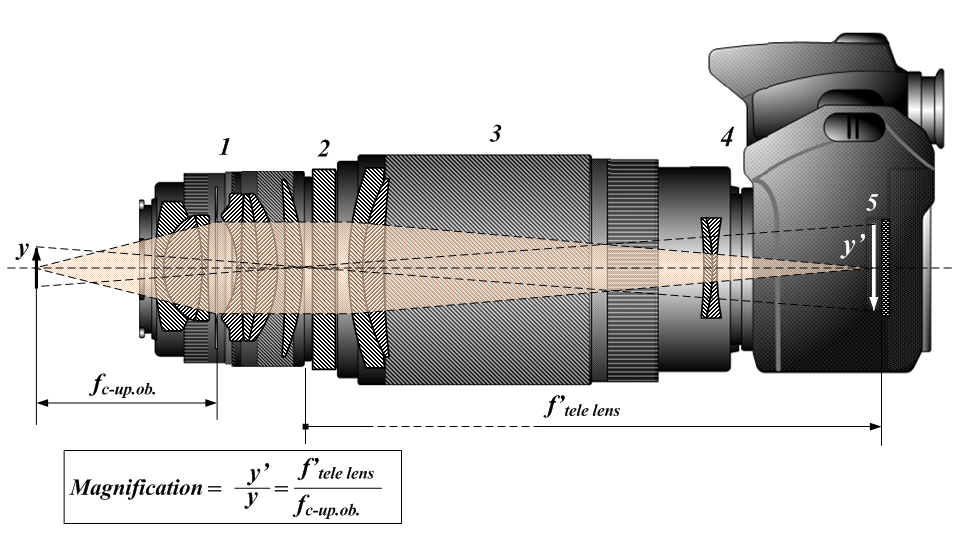
Optical scheme of macrophotography using reversed-lens and telephoto lens.
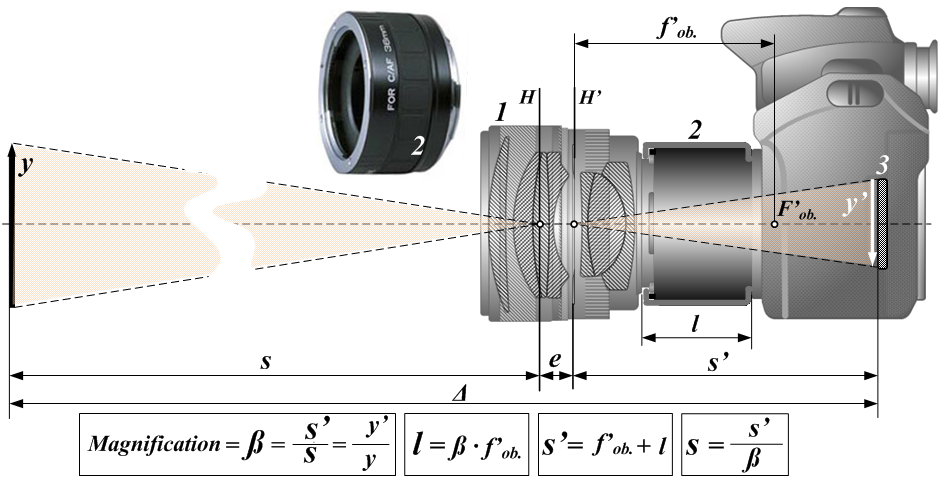
Optical scheme of macrophotography using extension tube.